# Jack Casady
Jack Casady, né John William Casady le 13 avril 1944, est un bassiste américain, membre du groupe Jefferson Airplane, puis fondateur de Hot Tuna avec Jorma Kaukonen. Son travail avec Jefferson Airplane a révolutionné le rôle de la basse dans un groupe de rock, avec un jeu mélodique et partiellement improvisé, et non simplement rythmique. Il a même reçu le surnom "God" par certains bassistes et critiques musicaux.

## Jefferson Airplane
Son jeu particulier est clair dès le premier album Jefferson Airplane Takes Off, par exemple sur les morceaux Let Me In ou Run Around. Cet album est rarement considéré comme un des meilleurs du groupe, mais déjà à l'époque la critique a remarqué le talent de Jack Casady. Ainsi, cet album a eu une influence particulière sur d'autres bassistes de groupes du San Francisco Sound, par exemple Peter Albin de Big Brother and the Holding Company sur leur premier album (morceau Easy Rider et son solo de fuzz bass), David Freiberg de Quicksilver Messenger Service (morceau Gold and Silver sur leur premier album), ou encore Bruce Barthol de Country Joe and the Fish (morceaux Happinness is a Pourpoise Mouth sur Electric Music for the Mind and Body, ou Eastern Jam sur I-Feel-Like-I'm-Fixin'-to-Die).
Son influence reste nette sur les albums suivants, par exemple avec les morceaux White Rabbit (sur Surrealistic Pillow), The Ballad of You and Me and Pooneil et reJoyce, seule chanson de Jefferson Airplane sans guitare (sur After Bathing at Baxter's), In Time et Share a Little Joke (sur Crown of Creation).
Son travail d'improvisation est aussi remarquable, par exemple avec le solo de fuzz bass dans The Ballad of You and Me and Pooneil, ou sur Spare Chaynge où il donne la réplique à la guitare de Jorma Kaukonen. En concert, le solo de The Ballad of You and Me and Pooneil s'étend parfois sur plusieurs minutes, et c'est souvent la basse qui permet de démarrer et qui structure les instrumentaux improvisés (par exemple Thing sur Live at the Fillmore East, ou sur les nombreuses jam présentes sur des bootleg).
À cette époque, Jack Casady joue aussi avec Jimi Hendrix, notamment sur Voodoo Chile (sur l'album Electric Ladyland).

## Hot Tuna
Son instrument joue un rôle moins important aux débuts de Hot Tuna, en particulier sur l'album acoustique Hot Tuna, sauf sur la chanson Mann's Fate où il réalise un solo remarquable.
Un solo de basse a aussi sa place dans le morceau Candy Man, sur les albums live First Pull Up, Then Pull Down et Classic Hot Tuna Electric.